# Gerry Pinder
Allen Gerald "Gerry" Pinder, född 15 september 1948 i Saskatoon i Saskatchewan, död 25 oktober 2023, var en kanadensisk ishockeyspelare.
Pinder blev olympisk bronsmedaljör i ishockey vid vinterspelen 1968 i Grenoble.